# ニコラス・ウォード (第2代バンガー子爵)
第2代バンガー子爵ニコラス・ウォード（英語: Nicholas Ward, 2nd Viscount Bangor、1750年12月5日洗礼 – 1827年9月11日）は、アイルランド貴族、政治家。

## 生涯
初代バンガー子爵バーナード・ウォードとアン・ブライ（Ann Bligh、1789年2月7日没、初代ダーンリー伯爵ジョン・ブライの娘）の息子として生まれ、1750年12月5日に洗礼を受けた。1769年4月18日、オックスフォード大学クライスト・チャーチに入学した。
1771年から1776年までバンガー選挙区の代表としてアイルランド庶民院議員を務め、1781年5月20日に父が死去するとバンガー子爵の爵位を継承した。しかし、第2代バンガー子爵は狂気に陥り、バンガー子爵の財産管理委員会（The Committees of his person and estates）は1785年4月11日にアイルランド貴族院の議決で借地契約の締結を許可された。
1827年9月1日、生涯未婚のままキャッスル・ウォードで死去、弟エドワードの息子エドワード・サウスウェルが爵位を継承した。